# وشق كندي
الوشق الكندي حيوان لاحم من فصيلة السنوريات يقطن أمريكا الشمالية، وهو وثيق الصلة بالوشق الأوراسي (Lynx lynx)، حتى أن بعض العلماء يعتبر أن هذين النوعين يُشكلان في واقع الأمر نوعا واحدا. إلا أن الوشق الكندي يشابه الوشق الكميت (Lynx rufus) في بعض الخصائص أكثر مما يُشابه الوشق الأوراسي. لهذا النوع من السنوريات 3 سلالات، وهي تنتشر من آلاسكا شمالا عبر كندا وصولا إلى شمال الولايات المتحدة.
يُشابه الوشق الكندي باقي السنوريات المنتمية لجنس الوشق (باللاتينية: Lynx)، فهو يمتلك فراءً بني ضارب إلى الفضي، وجه مكشكش، وأذنان تنتهيان بخصل شعر. يفوق الوشق الكندي الوشق الكميت، الذي يشاطره بعض أنحاء موطنه، بالحجم، وهو أكبر من القط المستأنس بحوالي المرتين.
يعتبر النوع بإجماله غير مهدد بالانقراض، لكن إدارة الصيد والحياة البرية الأمريكية تصنفه على أنه مهدد في الولايات المتحدة. تسكن هذه الحيوانات الغابات الصنوبرية الشمالية، وهي تظهر تفضيلا للغابات القديمة ذات الأشجار المعمرة الضخمة، إلا أنها سوف تسكن أيضا أنواعا أخرى من المساكن طالما كان فيها حدا أدنى من الغطاء الغابوي ووفرة في أعداد الطرائد وبشكل خاص الأرانب البرية ثلجية النعال. غالبا ما يمكن رؤية الوشق الكندي في الغابات المتجددة، أي التي تعود للنمو بعد أن قضت عليها الحرائق أو قطعت أشجارها، وذلك لأنها تجتذب أعدادا كبيرة من الأرانب البرية التي تجذب بالتالي هذه السنوريات. تستحمل الأوشاق وجود البشر بشكل كبير طالما لم يتم التعرض لها، والدليل على ذلك أنه منذ أوائل عقد الستينات من القرن العشرين، عادت هذه الحيوانات لتحتل الأراضي الزراعية التي تم اخلاؤها في وسط ألبرتا، وقد قتل البعض منها عندما دخل بعض المزارع المأهولة، لكن لم يتم تسجيل أي عملية إتجار بفرائها، وما زالت هذه السنوريات تعيش في تلك المنطقة حتى اليوم.

## التصنيف

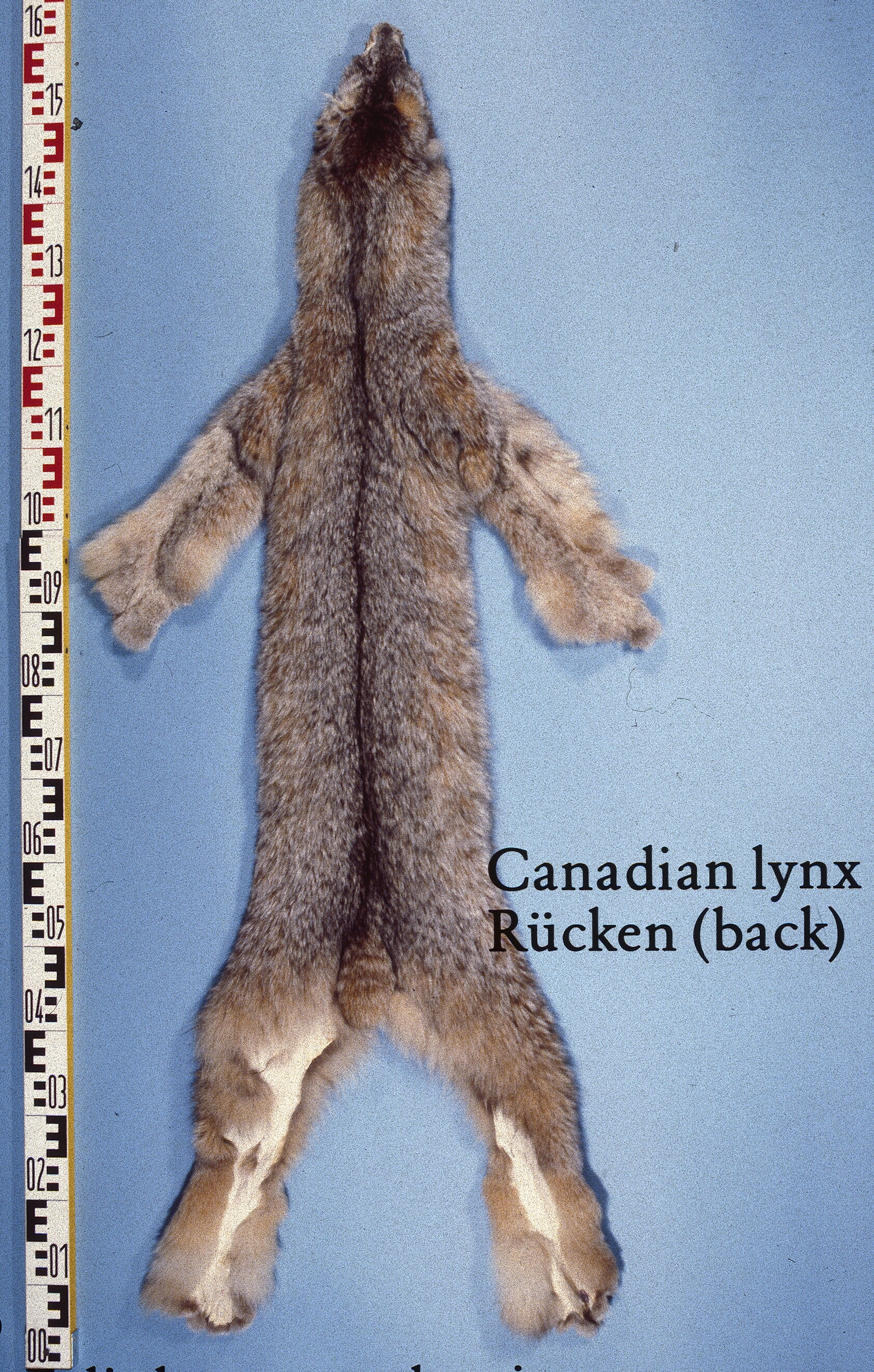
فراء وشق كندي من الجهة الخلفيّة.

كان هناك جدال قائم حول ما إذا كان يجب وضع الوشق الكندي في جنس الأوشاق "Lynx canadensis" أو في جنس القط "Felis canadensis"، وهو جزء من جدال أوسع حول ما إذا كان يمكن وضع الأربعة أنواع من الأوشاق في جنس خاص بها أو وضعها جميعا كضرب في جنس القطط. يعترف أكثرية العلماء اليوم بجنس الوشق، ويقول الباحث جونسون، أن الأوشاق تتشاطر فرعا حيويّا مع أنساب الكوجر، السنور النمري (جنس القط الآسيوي: Prionailurus) والقط المستأنس (جنس القطط: Felis)، والتي تعود إلى 7.15 مليون سنة؛ إنشقت الأوشاق في بادئ الأمر عن هذه المجموعة منذ ما يقارب 3.24 مليون سنة.

### السلالات
هناك 3 سلالات معترف بها من الوشق الكندي:
- السلالة الكندية (L. canadensis canadensis).
- سلالة مينيسوتا (L. canadensis mollipilosus).
- سلالة نيوفوندلاند (L. canadensis subsolanus)، هذه السلالة أكبر حجما من السلالات الأخرى التي تعيش على البر الرئيسي، ويُعرف بأنها قتلت عجول الرنة عندما لم تتوافر طرائدها الطبيعية، أي الأرانب البرية ثلجية النعال.

## الوصف الخارجي

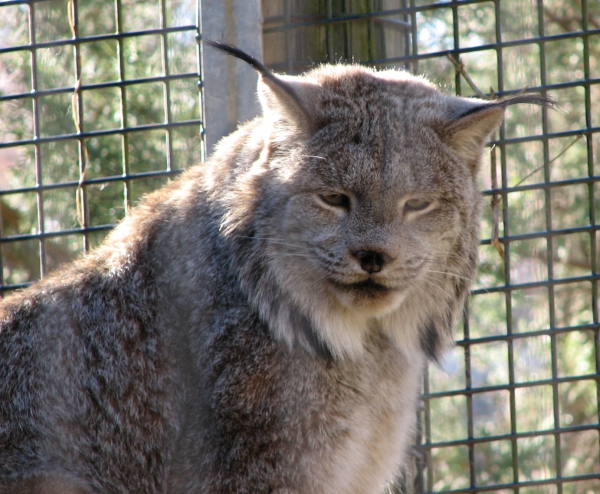
صورة مقربة لوجه وشق كندي، لاحظ الكشكش المزدوج الشبيه باللحية ذات الطبقتين.

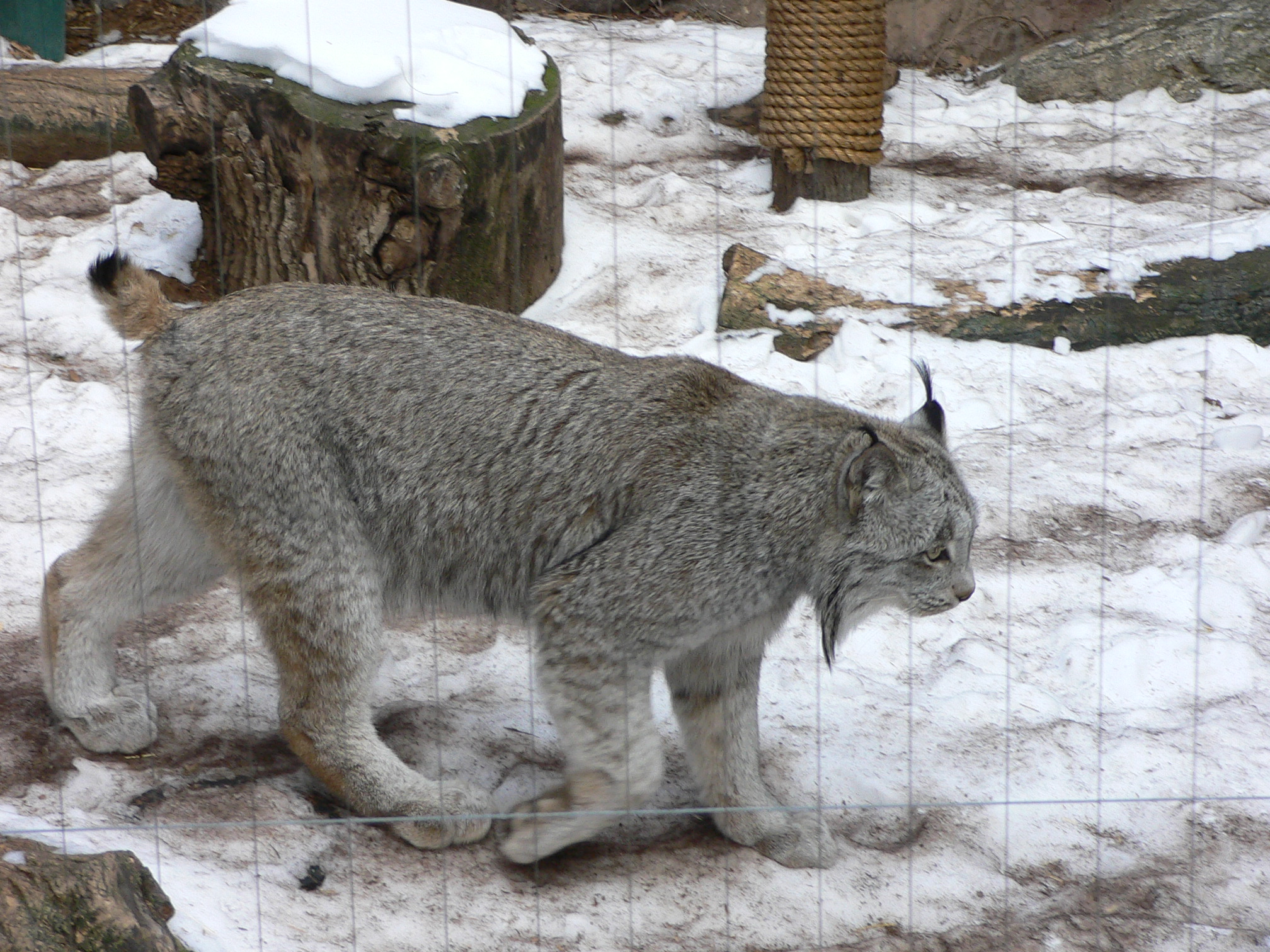
وشق كندي في حديقة حيوانات فيلادلفيا، الولايات المتحدة. لاحظ فرائه البني الضارب إلى الفضي، وذيله القصير أسود الطرف.

يتشابه الوشق الكندي في مظهره الخارجي مع الوشق الأوراسي: ففرائه كثيف بني اللون ضارب إلى الفضي يحمل علامات ضاربة إلى السواد تظهر عند بعض الأفراد، إلا أنه أصغر منه حجما، حيث يصل معدل وزنه إلى 11 كيلوغراما (24 رطلا) ويتراوح طوله بين 80 و 105 سنتيمترات (36 إنشا) ويصل في ارتفاعه عند الكتفين إلى 60 سنتيمترا (24 إنش). إن ذكور الوشق الكندي أكبر حجما من الإناث، وعلى الرغم من أن هذا النوع بالإجمال أكبر حجما من الوشق الكميت، إلا أن الجمهرات أقل اختلافا من حيث الحجم مقارنة بجمهرات الوشق الكميت الواسعة الاختلاف، حيث يمكن للجمهرات الشمالية أن تفوق بعض جمهرات الوشق الكندي بالقد. يتحول لون كسوة هذه الحيوانات إلى البني المحمر بعض الشيء خلال الصيف، وهي تمتلك كشكشا مزدوجا يشبه لحيةً ذات طبقتين، بالإضافة لذيل قصير أسود الطرف، وخصلتي فراء طويلتين على طرف أذنيها. تساعد قوائم الوشق الكندي الطويلة ذات الأكف العريضة المبطنة بالفراء هذه الحيوانات على التنقل في الثلج الكثيف، وهي تمتلك أيضا 28 سنّا، منها 4 أنياب طويلة تُتعمل لخرق أجساد الطرائد والإمساك بها. يستطيع الوشق أن يعرف أين يعض فريسته عن طريق أنيابه المليئة بالأعصاب بكثافة، وبالتالي فهو يتمكن من معرفة مدى اقترابه من العظام التي يمنكها أن تؤذي أسنانه بحال قضمها. للوشق الكندي عضلات فكية ضخمة لتساعده على قتل ضحيته بسرعة، ولكن وجود هذه العضلات يقلل من مساحة داخل الفم، وبالتالي فإن هذه الحيوانات لا تمتلك أسنانا جانبية. يمتلك الوشق أيضا أربعة قواطع تساعده على تقطيع اللحم إلى قطع صغيرة، وكي يستطيع الحيوان استعمالها فإنه يضطر للاقتيات من جانب فمه. هناك فراغات واسعة في فك الوشق الكندي، بين الأنياب الأربعة وباقي الأسنان، وذلك عائد لعدم امتلاكها لأضراسها الأمامية الطاحنة، وهذا بالتالي يضمن دخول أنيابه لأقصى درجة ممكنة في الطريدة عند الإمساك بها.

## السلوك والخواص الأحيائية

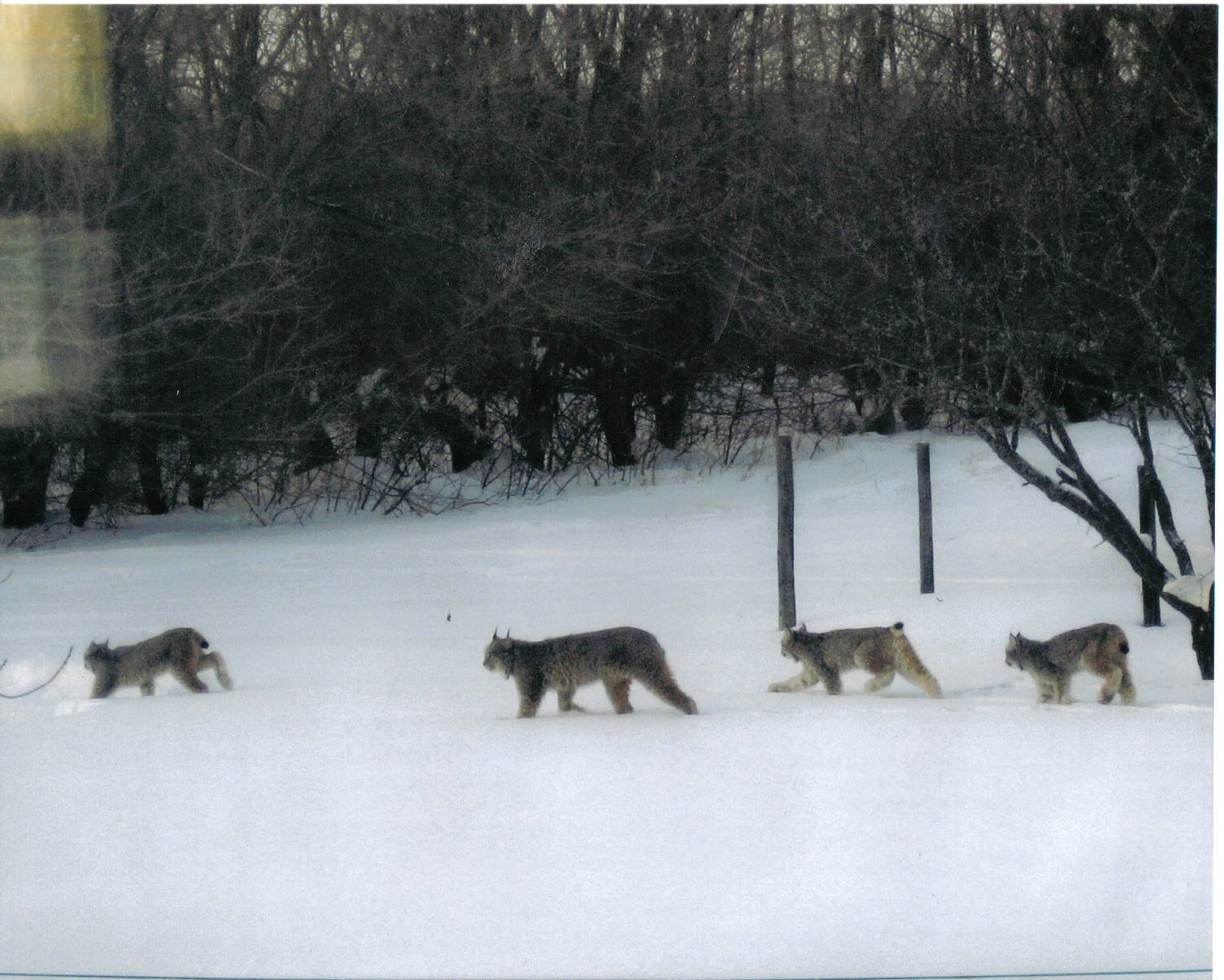
عائلة أوشاق كندية في مانيتوبا، كندا.

الوشق الكندي حيوان انعزالي متكتم، فهو ينشط خلال فترة أوائل الصباح والغسق ونادرا ما يظهر للعيان، حيث ينام معظم النهار وينشط نوعا ما أثناء الليل. هذه الأوشاق انعزالية للغاية، على الرغم من انه يمكن رؤية مجموعات عائلية صغيرة في بعض الأحيان وهي تتنقل سويا. تتراوح المسافة التي تجوبها الأوشاق كل يوم بين ميل ونصف إلى 3 أميال، وبهذا فهي تحتاج إلى مناطق واسعة لتقطن فيها. قد تزداد مساحة حوز الوشق بمقدار كبير عندما تصبح مصادر الغذاء شحيحة؛ حيث أن البعض منها يجول مناطق شاسعة تبعد عن منطقته المألوفة، في حين أن البعض الأخر يبقى في منطقته. تميل هذه الحيوانات إلى البقاء على بعد 100 ياردة من الأشجار أو ما يقارب ذلك، وهي لا تخاف المياه ويُعرف عنها مقدرتها على السباحة، فقد تمّ توثيق حالة قام فيها وشق بالسباحة بنهر يوكون لحوالي كيلومترين.

### الصيد والحمية
يقتات الوشق الكندي على الأرانب البرية، القوارض، الطيور، وفي بعض الأحيان يقتل طرائد أكبر حجما من شاكلة الأيائل، وهو يعتمد على حاستي السمع والرؤية بشكل رئيسي لتحديد موقع طريدته. تُعد الأرانب البرية ثلجية النعال الطريدة الوحيدة للوشق الكندي في بعض الأماكن، ويميل حجم جمهرات هذه الحيوانات أن يرتفع وينخفض وفقا لأعداد الأرانب، حيث أن هذه الأخيرة يحصل فورة في أعدادها لمدة 10 سنوات قبل أن تعود وتنخفض مجددا، وفي حالات نادرة تبقى أعداد الأوشاق على ماهي عليه بحال اعتمدت الحيوانات على مصدر غذاء أخر مثل الأيائل ريثما تعود جمهرة الأرانب إلى ما كانت عليه. يصطاد الوشق مرة واحدة كل يوم أو يومين ويستهلك حوالي رطل ونصف في كل مرة. وبحال كان هناك نقص في مخزون الغذاء وعثر الوشق على مجموعة من الطرائد، فإنه قد يقوم بفورة قتل، أي يقتل منها قدر المستطاع ليقتات عليها في وقت لاحق. تحتاح هذه الحيوانات إلى عدة محاولات لتستطيع الإمساك بفريسة بنجاح، على الرغم من سرعتها وحاسة سمعها الدقيقة جدا، وعند الصيد يقوم الوشق بإخافة طريدته للخروج من جحرها ومن ثم يطاردها، وبحال لم يمسك بها بحدود 6 أو 10 أقدام فإنه يتركها وشأنها. عندما يصطاد الوشق الكندي حيوانا ضخما لا يستطيع التهامه كله في جلسة واحدة، فإنه يجرذه إلى الآجام ويقوم بتغطيته بأوراق الأشجار اليابسة ليعود ويقتات عليه لاحقا، وفي بعض الأحيان تتعاون الأنثى مع جرائها لاصطياد طريدة معينة، فيقوم أحدهم بإخافة الأرنب البري مثلا ليخرج من جحره، وإن لم يستطع الإمساك به، يكون الوشقان الأخران مستعدان للإمساك به. تلجأ بعض الحيوانات الأخرى إلى استغلال الوشق الكندي في الصيد كذلك الأمر، فمن المعروف أن البومة القرناء الكبيرة تجثم في موقع فوق السنور وتنتظره حتى يُخرج الأرنب من جحره ومن ثم تنقض عليه وتخطفه قبل أن يستطيع الوشق الإمساك به.

### التناسل ودورة الحياة

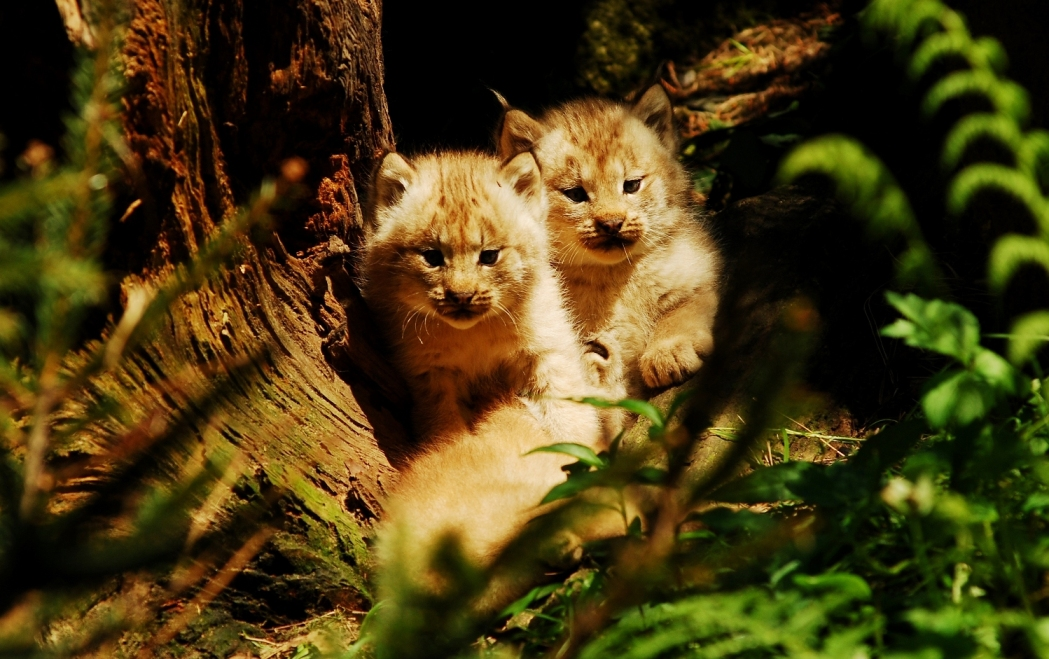
جراء وشق كندي في جحرها الأمومي.

تقوم الأنثى برش بولها على الأماكن التي علّم بها الذكر حدود منطقته عندما تكون جاهزة للتزاوج، وخلال الفترة التي يستغرقها الذكر للعثور عليها تستمر بالصراخ والعويل حتى يسمع ندائها. تنتظر الأنثى الذكر حتى يجامعها عندما تصل لذروة دورتها النزوية، الأمر الذي يمكن أن يحصل ستة مرات في الساعة، وهي تتزاوج مع ذكر واحد فقط في الموسم، على الرغم من أن ذلك يحصل عدّة مرات، أما الذكر فيمكن أن يتزاوج مع عدد من الإناث. تضع الأنثى بطنها في أواخر مايو أو أوائل يونيو، ويتراوح عدد الجراء في البطن من جرو واحد إلى 6 جراء، وتحصل الولادة في جحر يطلق عليه اسم الجحر الأمومي يقع في موقع محمي تختاره الأم، وهو عادةً بين الآجام الكثيفة في أيكات الجنبات، الأشجار، أو بقايا الأشجار المتيبسة. تختار الأنثى عادة موقع جحرها في وسط منطقة منحدرة وتجعله يواجه الجنوب أو الجنوب الغربي. تولد الصغار عمياء وتبقى كذلك للعشرة أيام الأوائل من حياتها، وعندما تتفتح عيونها تكون زرقاء باهتة، وعندما تنضج تتحول إلى اللون البني الضارب إلى العسلي. تلقن الأم صغارها الصيد عن طريق إحضار طرائد حية لهم وتركهم يلهون بها لبعض الوقت قبل أن يفتكون بها.

## الانتشار والمسكن

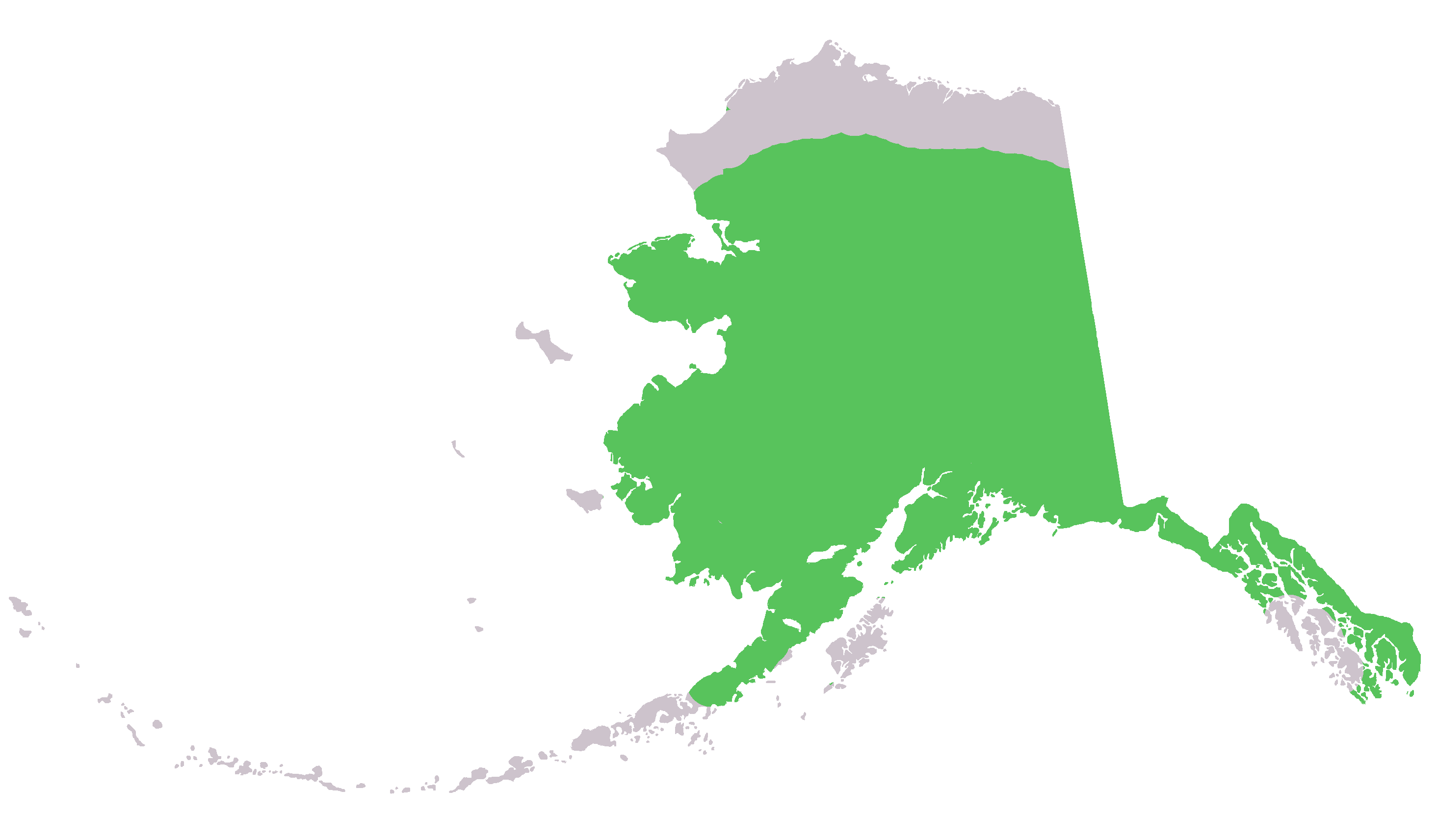
انتشار الوشق الكندي في آلاسكا، تفيد الوثائق أن هذالحيوانات لا تنتشر عبى جميع الجزر، لكنها لا تنص أي جزر بالتحديد خالية منها.

تنتشر هذه السنوريات في الغابات الشمالية عبر معظم كندا وآلاسكا، وبالإضافة لذلك هناك جمهرات كبيرة منها في ولايات مونتانا، فيرمونت، إيداهو، وواشنطن، كما أن هناك جمهرة مقيمة في منتزه يلوستون الوطني بولاية وايومينغ، وهي تشكل جزءًا من النظام الطبيعي الأكبر ليلوستون. يعتبر الوشق الكندي نادرا في يوتا، مينيسوتا ونيو إنجلاند؛ وهناك محاولات لإعادة إدخاله واكثاره في كولورادو منذ عام 1999، وقد تمّ توثيق أولى الولادات عام 2003. يعتبر الوشق الكندي حيوانا مهددا بالانقراض في الولايات المتحدة القارية (مع استبعاد آلاسكا وهاواي).

### إعادة الإدخال
كانت الأوشاق الكندية تنتشر في فقط ولايات آلاسكا، واشنطن، ماين، مينيسوتا، مونتانا، وايومينغ، أيداهو، وميتشيغان على الأرجح أيضا، قبل عام 1999، في الولايات المتحدة. ومنذ ذلك العام، أخذت شعبة الحياة البرية في كولورادو بتنفيذ برنامج لإعادة إدخال الوشق واكثاره في الولاية. يقول علماء الأحياء أن معرفة ما إذا كان المشروع قد تكلل بالنجاح أم لا يحتاج إلى عقد من الزمن، على الرغم من ظهور بعض الإشارات المبشرة. وفي عام 2006 تمّ توثيق أول ولادة لوشقة كندية مولودة في كولورادو تتحدر من الحيوانات التي احضرت عام 1999، وقد وضعت تلك الأنثى جروين فقط، مما يؤكد إمكانية نجاح المشروع.
تمّ قتل العديد من هذه الأوشاق عام 2007 على يد أشخاص مجهولين، وفي بعض هذه الحالات لم يُعثر على شيء من الحيوان سوى طوقه اللاسلكي المزود به لمعرفة موقعه، مما أدى بالبعض إلى الشك بأن سبب قتلها كان للحصول على فرائها لغرض الإتجار به، وفي حالات أخرى عُثر على جيفة الحيوان كاملة دون أن تُسلخ أو يُنزع منها أي عضو.

## دورة الوفرة في الأعداد
يمكن تقدير أعداد الوشق في شمال كندا عن طريق الوثائق التي يُحتفظ بها كل عام عن أعداد الحيوانات التي اصطيدت للحصول على فرائها، وقد احتفظ بهذه الوثائق منذ عقد الثلاثينات من القرن الثامن عشر في شركة هادسون باي وعند الحكومة الكندية. يُظهر الرسم البياني لمدى وفرة هذه الحيوانات معدلات ارتفاع وهبوط عالية، ويظهر أن ذروة الارتفاعات تكون أعلى بعشر درجات من نسبة الهبوط وتليها بحوالي 5 سنوات، قبل أن تعود العملية لتكرر نفسها.
الوشق الكندي مفترس متخصص، فهو يقتات على الأرانب البرية ثلجية النعال بشكل حصري تقريبا عندما تكون متوافرة، ويعتبر التلازم بين أعداد الأوشاق والأرانب مثالا بارزا على دورة حياة المفترس والفريسة المشتركة، وقد تمت دراسة العوامل البيئية الأخرى، مثل المناخ ونمو النباتات الغابوية، التي من شأنها أن تؤثر على عدد الأفراد في جمهرة كلا النوعين. تُظهر بعض أنواع الحيوانات الأخرى، غير المرتبطة بأي من النوعين، دورة وفرة في الأعداد بجمهراتها تمتد لفترة مماثلة لتلك الخاصة بالأوشاق والأرانب، ومن هذه الحيوانات: السلمون الأطلسي، بق الفراش في إلينوي، يسروع الخيم، القيوط، البومة البازية الشمالية، الطيهوج، الخز، المنك، جرذ المسك، الخز السمّاك، والبيزان.

## الحفاظ على النوع

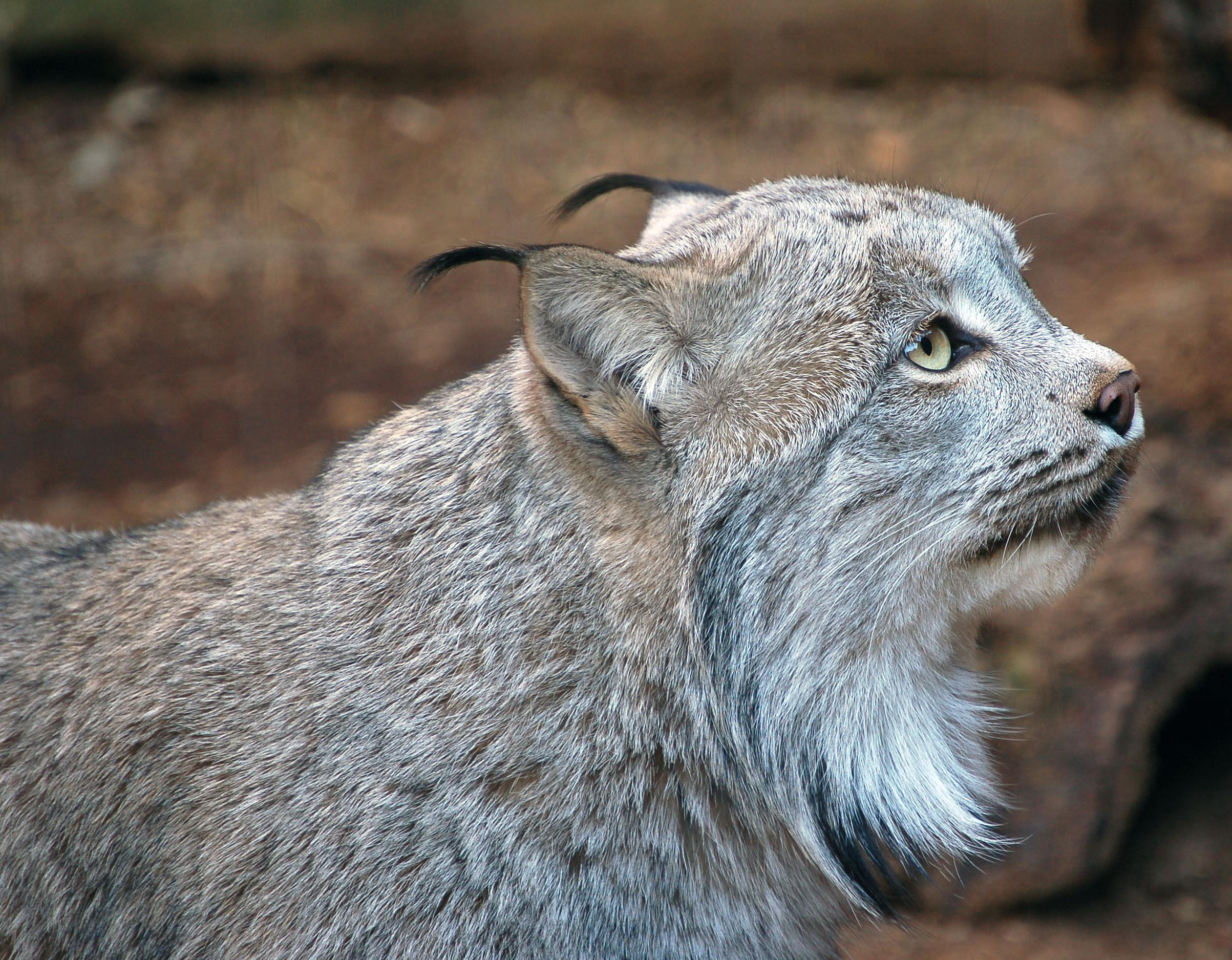
وشق كندي في حديقة حيوانات فيلادلفيا.

يُصاد الوشق الكندي للحصول على فرائه، مما أدى لانقراضه في بعض أنحاء موطنه التاريخي في الولايات المتحدة، كذلك فقد تراجعت أعداه في كثير من المناطق بسبب فقدان المسكن، إلا أن الإتحاد العالمي للحفاظ على الطبيعة لا يزال يصنفها على أنها غير مهددة بالانقراض. أصدرت إدارة الصيد والحياة البرية الأمريكية قرارها الأخير بتاريخ 24 مارس 2000، حول اعتبار الوشق الكندي حيوانا مهددا بالانقراض في الولايات الثمانية والأربعون السفلى. تم توثيق وجود هجائن بين هذا النوع من الأوشاق والوشق الكميت على محيط حدود انتشاره الجنوبية حاليّا، أي في ولايات ماين، مينيسوتا، ومقاطعة نيو برانزويك، الأمر الذي قد يحد من انتشاره نحو الجنوب أكثر بصورة طبيعية، وبالتالي إيجاد جمهرات معافاة منه هناك.